# 皇家巴伐利亚国家铁路
皇家巴伐利亚国家铁路（德語：Königlich Bayerischen Staatseisenbahnen，缩写为 K.Bay.Sts.B.）是巴伐利亚王国的国有铁路运营商，成立于1844年。在第一次世界大战结束前，其铁路运营总里程达到8,526公里（包括在1909年1月1日起接管的普法尔茨铁路），是当时仅次于普鲁士国家铁路的德国第二大国家铁路。
随着巴伐利亚的君主制体系在一战后退位，巴伐利亚国家铁路中的“皇家”称谓被撤销，并在1920年4月24日以巴伐利亚集团管理局（Gruppenverwaltung Bayern）的名义并入新成立的德意志国铁路。巴伐利亚境内的铁路网络分别由设于奥格斯堡、慕尼黑、纽伦堡和雷根斯堡的4个德意志国铁路分局管理，原普法尔茨铁路则由路德维希港分局管理。至1933年10月1日，德意志国铁路中唯一的集团管理局——巴伐利亚集团管理局宣告解散。

## 历史

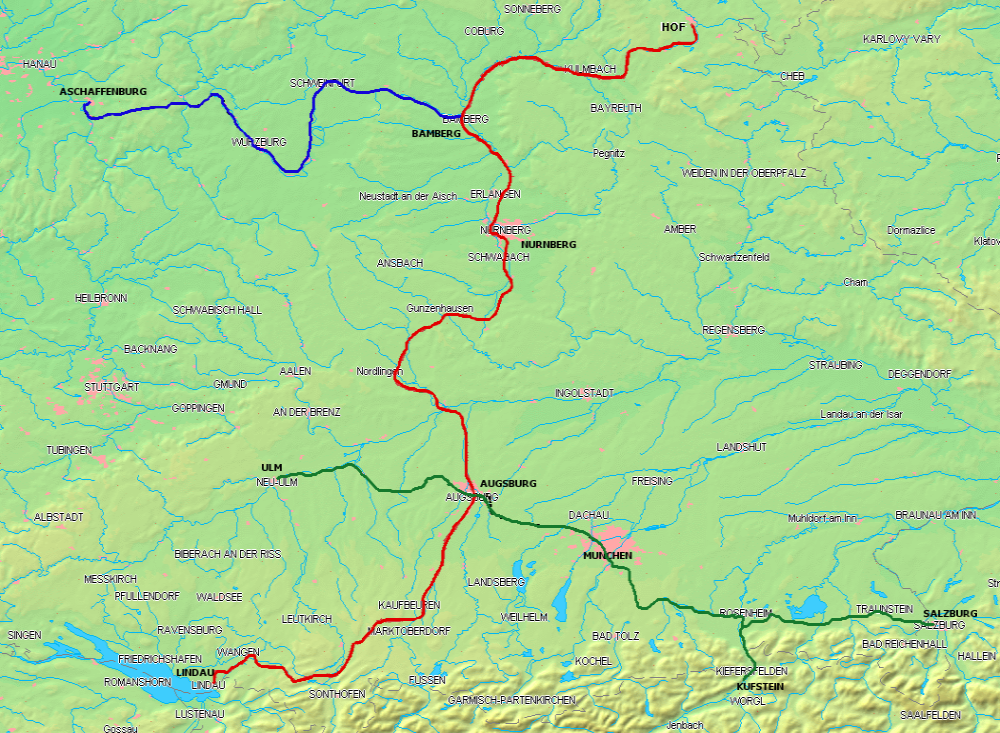
3条巴伐利亚的主要线路。路德维希南北铁路为红色，路德维希西部铁路为蓝色，拜仁马克西米利安铁路为绿色

当私营铁路运营商于1835年在纽伦堡至菲尔特间、以及1839年在慕尼黑至奥格斯堡间成功进行铁路运营后，巴伐利亚的国营铁路也开始自1841年起作为“皇家铁路纽伦堡建设委员会”（Königlichen Eisenbahnbau-Kommission zu Nürnberg）成立，并组织修建了由林道经奥格斯堡和纽伦堡至霍夫的铁路。
皇家巴伐利亚国营铁路最初专注于以下三条主要线路的建设：
1. 1844年至1854年间兴建、全长548公里的路德维希南北铁路（德语：Ludwig-Süd-Nord-Bahn）。它分3个标段同期动工：其中北段由纽伦堡经班贝格和斜面铁路（德语：Schiefe Ebene (Eisenbahnstrecke)）接入萨克森王国的铁路网络；中段由奥格斯堡经多瑙沃特至讷德林根，在这里可接入符腾堡王国的铁路网络，路线从讷德林根起经贡岑豪森和普莱因费尔德继续延伸至纽伦堡，为了确保与首府慕尼黑的连接，私营的慕尼黑-奥格斯堡铁路公司（德语：München-Augsburger Eisenbahn-Gesellschaft）所运营的62公里铁路也被皇家巴伐利亚国营铁路以440万古尔登的价格收购。南段由奥格斯堡经布赫洛厄、考夫博伊伦和肯普滕至博登湖畔的林道。
2. 1852年至1854年间兴建并部分开通，全长约100公里的路德维希西部铁路（德语：Ludwigs-West-Bahn）。线路由路德维希南北铁路中的班贝格引出，沿美茵河谷穿越施魏因富特和维尔茨堡至阿沙芬堡，并在当地接入黑森大公国。
3. 1853年至1860年间兴建，由符腾堡边境新乌尔姆自西向东经过既有线慕尼黑－奥格斯堡铁路通往奥地利的拜仁马克西米利安铁路（德语：Bayerische Maximiliansbahn）。其中西段由奥格斯堡－金茨堡－新乌尔姆全长85公里。东段经由格罗斯黑森洛赫桥（德语：Großhesseloher Brücke）跨越伊萨尔河，并沿霍尔茨基兴抵达罗森海姆。在那里线路被形成两条分支，一条向南通往库夫施泰因，另一条则向东经特劳恩施泰因至萨尔茨堡。

由于面临资金紧张的局势，巴伐利亚议会于1856年3月19日通过了一项法律，允许成立私营铁路公司在政府的担保下对铁路建设进行融资。因此自1856年4月12日起，国王马克西米利安二世向巴伐利亚东部铁路公司授予了以下线路的特许建设及经营权牌照：
- 由纽伦堡经安贝格至雷根斯堡；
- 由慕尼黑经兰茨胡特至多瑙河畔的施特劳宾；
- 由雷根斯堡经施特劳宾及帕绍至奥地利边境；
- 由施万多夫经富尔特伊姆瓦尔德至波希米亚王室领地边境。

这些线路在工程师保罗·丹尼斯（Paul Denis）和建筑师海因里希·许戈尔（Heinrich Hügel）的带领下，仅用时5年便建成通车。在1862年1月3日和1869年8月3日的续牌中，特许建设及经营权范围进一步被放宽至支线铁路和简化的干线铁路，例如里程较短的雷根斯堡经诺伊马尔克特至纽伦堡的线路。自1874年起，因面临利息担保的需求，巴伐利亚政府在1875年4月15日决定全面进行接管，东部铁路公司也在1876年1月1日并入国家铁路。
1870年1月1日，在莱茵专区境内的三家铁路公司，普法尔茨路德维希铁路、普法尔茨马克西米利安铁路和普法尔茨北部铁路合并为普法尔茨铁路。与此同时，普法尔茨北部铁路还接管了诺伊施塔特-迪尔克海姆铁路公司的全部股权。至1909年1月1日，作为当时德国最大的私营铁路公司，普法尔茨铁路更名为“皇家巴伐利亚路德维希港铁路局”（Königlich Bayerische Eisenbahndirektion Ludwigshafen），被正式纳入国家铁路编制。这一部分铁路的运营里程已达870公里，其中包括60公里的窄轨铁路。为完成这项收购，巴伐利亚政府共花费了3亿马克。
在接下来的数十年中，国家铁路网络得到了不断的建设和加密。20世纪初遍布各地的大部分铁路网络均是在政府的帮助下开发的。随着巴伐利亚的君主制体系在1918年11月结束，国营铁路中的“皇家”称谓被撤销，并在1920年4月24日以巴伐利亚集团管理局的名义并入新成立的德意志国铁路。

## 管理架构
区域性的管理机构最初被称为“铁路局”（Bahnämter）或“上级铁路局”（Oberbahnämter），后者分别设于奥格斯堡、班贝格、因戈尔施塔特、肯普滕、慕尼黑、纽伦堡、雷根斯堡、罗森海姆、魏登和维尔茨堡。在1886年以前，它们又被称为“皇家交通管理总局”（Generaldirektion der königlichen Verkehrsanstalten），并自那时起至1906年改称“皇家巴伐利亚国家铁路管理总局”（Generaldirektion der königlich bayerischen Staatseisenbahnen）。铁路专家海因里希·冯·弗劳恩多费尔在1904年至1912年就任新成立的巴伐利亚交通部部长，并在这样一个新的管理机构中主持了电气化铁路的推进工作。自1906年起，“铁路运输局”成立，这些机构包括奥格斯堡、路德维希港、慕尼黑、纽伦堡、班贝格、雷根斯堡和维尔茨堡的分局，它们除了班贝格（被并入纽伦堡）外，其余都在1920年被德意志国铁路接管。

## 铁路车辆

### 准轨机车
与大多数国营铁路一样，巴伐利亚国家铁路也使用由它们本国制造商所生产的的铁路机车。因此，约瑟夫·安东·冯·玛菲和格奥尔格·克劳斯成为巴伐利亚国家铁路的主要供应商。它们在1899年和1901年购入4台由美国鲍尔温机车厂生产的机车，并对其现代化的建造技术进行研究。这项研究成果也被运用至新造的巴伐利亚型机车中。

### 特殊机车

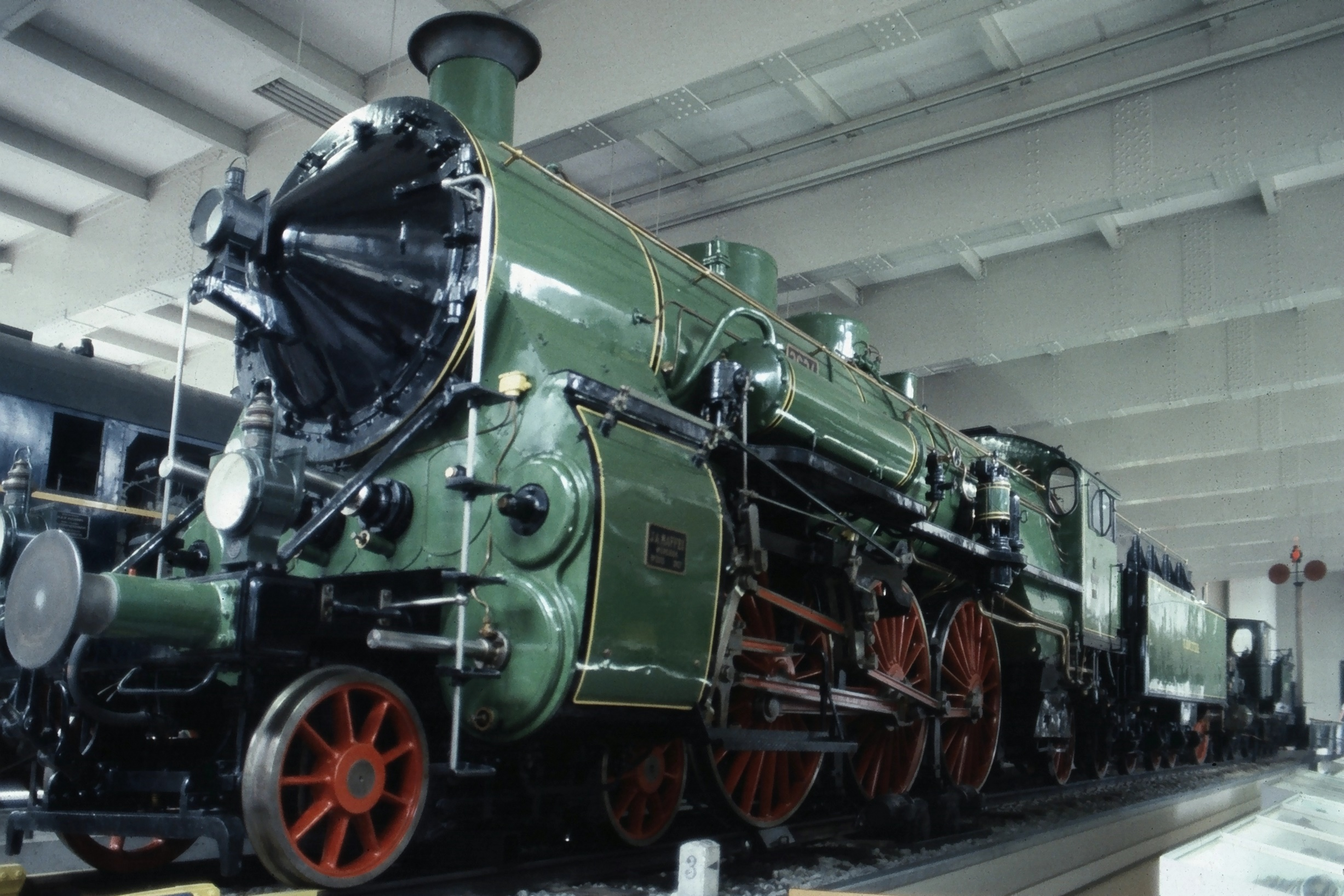
巴伐利亚S3/6型蒸汽机车

产量仅有1台的巴伐利亚S2/6型蒸汽机车是在玛菲机车工厂的首席设计师安东·哈梅尔的领导下在5个月内研发成功，并在1906年的纽伦堡地区博览会中首次亮相。展会结束后，它于1906年11月21日交付巴伐利亚国国家铁路使用。1907年7月，这台机车在慕尼黑－奥格斯堡的线路中运行速度达到154.5km/h，创造了蒸汽机车的最高速度世界纪录。在1925年退役后，这台机车被陈列于纽伦堡交通博物馆。
继成功研发了这款创纪录的机车后，安东·哈梅尔又在巴登IVf型蒸汽机车的基础上研发了用于巴伐利亚王国的太平洋系列机车，但其轴重达到16吨。这一套被定型为巴伐利亚S3/6型蒸汽机车同样获得了巨大成功，并在德意志国铁路时期按18.4和18.5的型号被进一步生产。
1914年，巴伐利亚最强大的蒸汽机车、首个搭载马莱式煤水车的巴伐利亚Gt2×4/4型蒸汽机车（德意志国铁路96型蒸汽机车）开始投入服务。它们主要用于巴伐利亚境内陡峭坡道上的补机运行。